# Aphis asclepidis
Aphis asclepidis är en insektsart som beskrevs av Fitch 1851. Aphis asclepidis ingår i släktet Aphis och familjen långrörsbladlöss. Inga underarter finns listade i Catalogue of Life.